# Абраньи, Корнель (младший)
Корнель Абраньи (младший) (венг. Ábrányi Kornél, 31 декабря 1849, Пешт — 11 марта 1913, Пешт) — венгерский писатель, драматург, публицист и журналист.

## Биография
Родился в семье композитора Корнеля Абраньи. Брат журналиста и поэта Эмиля Абраньи (1851—1920).
Образование получил у пиаристов в Дьёре, затем в Пеште. В 1868—1875 годах возглавлял пресс-службы различных департаментом. С 1876 по 1902 год работал в редакциях ряда газет и журналов.
Член Национально-демократической партии (1884—1901), затем беспартийный. В 1896 стал депутатом парламента. В 1906—1909 годах руководил пресс-службой премьер-министра. С 1878 года член нескольких литературных обществ.

## Творчество
Автор ряда романов и повестей, публицистических произведений, мемуаров, политических памфлетов и статей.

## Избранная библиография
Политические памфлеты
- Újabb országgyűlési fény- és árnyképek, 1877
- Tisza Kálmán és gr. Andrássy Gyula, 1878

Пьесы
- A rövidlátók (комедия, Пешт, 1872)
- A légyott (комедия, Пешт, 1872)
- Doktor Percival
- A kis gróf szerelme (1877)
- Marianne
- A csalhatatlan (комедия в стихах, Будапешт, 1883)
- Olga (1884)

Проза
- A dicsőség bolondja (роман, Будапешт, 1874)
- Titkolt szerelem
- Edmund párbaja
- Régi és új nemesek (роман, Будапешт, 1881)
- Melyik erősebb?
- Egy modern apostol (роман, Будапешт, 1882)
- Egy férj filozófiája
- Iván. Regény a lovagokról hat énekben (1905)